# Heilig Kreuz (Bad Wurzach)

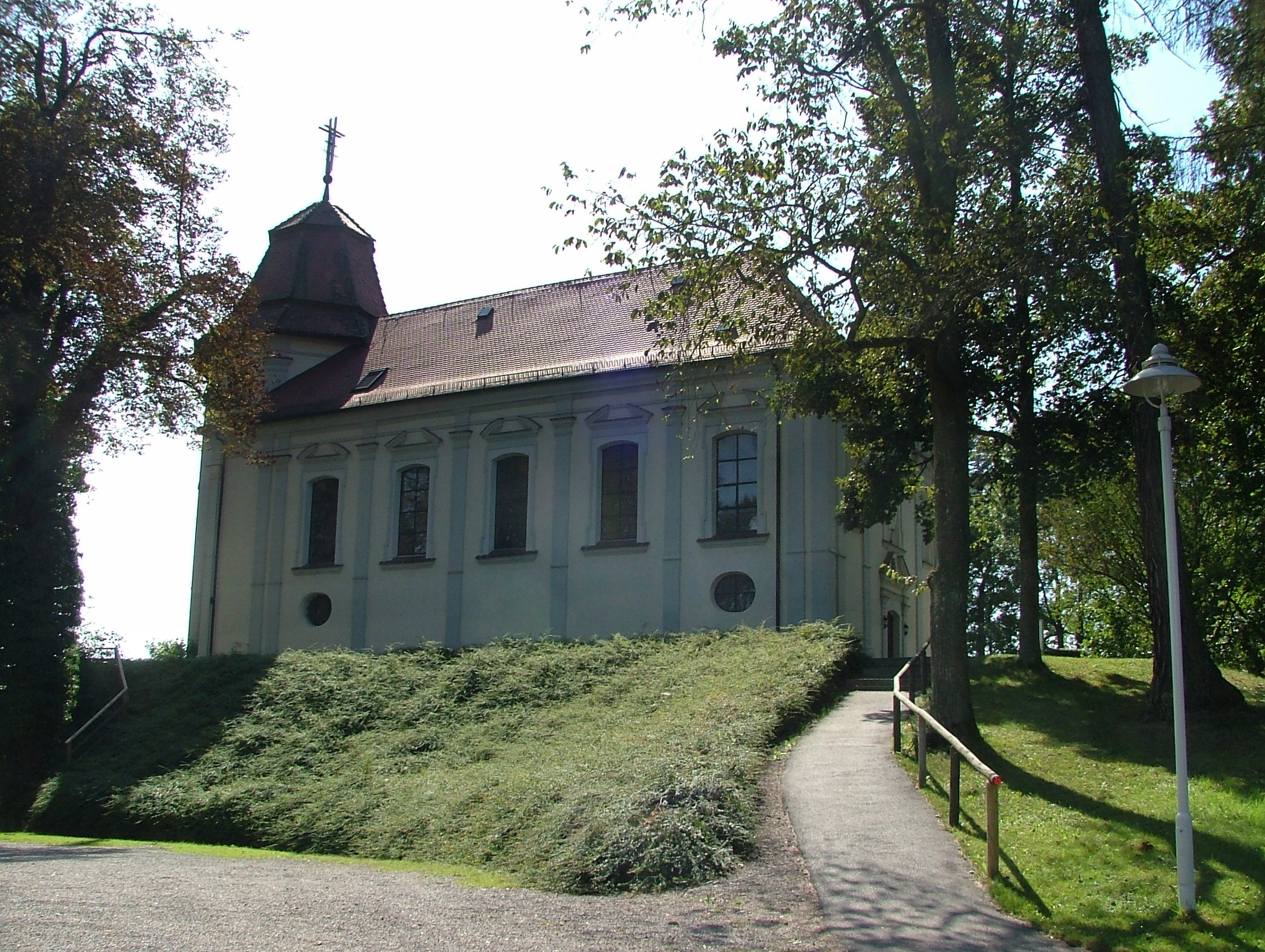
Heilig Kreuz in Bad Wurzach

Die römisch-katholische Wallfahrtskirche Heilig Kreuz steht neben dem Salvatorianerkloster Gottesberg in Bad Wurzach im Landkreis Ravensburg von Baden-Württemberg. Die Kirchengemeinde gehört zum Dekanat Allgäu-Oberschwaben in der Diözese Rottenburg-Stuttgart. Die Kirche ist als Denkmal beim Landesamt für Denkmalpflege Baden-Württemberg eingetragen.

## Beschreibung
Die 1712 nach einem Entwurf von Johann Georg Fischer gebaute Saalkirche besteht aus einem Langhaus mit fünf Fensterachsen, deren Wände mit Pilastern gegliedert sind, und einem sechsseitigen Chorturm im Süden. Der Innenraum des Langhauses ist mit einer Flachdecke überspannt. Der Chor im Erdgeschoss des Chorturms schließt dreiseitig. Zur Kirchenausstattung gehört ein Hochaltar, auf dem sich eine Kreuzigungsgruppe befindet.

## Geschichte
Der Moränenhügel, auf dem bereits ein Kreuz oder Bildstock stand, wurde schon 1509 als Gottesberg bezeichnet.

### Frühe Geschichte und Gründung
Die Initiative zur Errichtung einer Wallfahrtsstätte ging vom Wurzacher Grafenhaus aus. Graf Ernst Jakob von Waldburg-Zeil und seine Gemahlin Anna Ludovica stifteten 1704 eine Pfründe für einen eigenen Wallfahrtspriester. Mit bischöflicher Genehmigung ließen sie 1709 eine Heilig-Grab-Kapelle mit einer Nachbildung der Heiligen Stiege errichten. Diese wurde am 25. Februar 1710 eingesegnet.
Da die Kapelle schnell zu klein wurde, folgte von 1712 bis 1713 ein Kirchenneubau nach Plänen von Johann Georg Fischer, der heutigen Kirche. Parallel dazu gründete das Wurzacher Grafenhaus im Jahr 1712 die Todesangst-Christi-Bruderschaft, bekannt als Bruderschaft vom guten Tod. Am 10. November 1717 wurde die neue Wallfahrtskapelle vom Konstanzer Weihbischof Conrad Ferdinand von Wildeck konsekriert.

### Klostergründung und Reliquienbesitz
Ende 1764 siedelten sich Paulanerbrüder aus Rettenberg bei Obergünzburg auf dem Gottesberg an. Sie brachten eine Heilig-Blut-Reliquie sowie den Reliquienschatz ihres Mitbruders Frater Theophilus Maria Miller de Malkowitz mit, zu dem auch die Gebeine der Märtyrer Redemptus, Reparatus und Eutropia gehörten, die 1767 in die Altäre eingelassen wurden. Eine frühere Notiz aus dem Jahr 1757 erwähnt den Einsatz dreier Katakombenheiliger in der Gottesbergkirche.

### Säkularisation und Besitzwechsel
Im Zuge der Säkularisation wurde das Bruderhaus am 25. Juli 1806 durch Fürst Eberhard von Waldburg-Zeil-Wurzach aufgehoben. Die Gebäude gingen 1812 in den Besitz des Fürstlichen Hauses Waldburg-Zeil-Wurzach über. Im Jahr 1912 übereignete Fürst Georg Max von Waldburg-Zeil die Kirche und das Bruderhaus schließlich der Pfarrgemeinde Wurzach.

### Entwicklung im 19. und 20. Jahrhundert
Spätere Ergänzungen umfassen die Benediktion einer neuen Lourdesgrotte am 15. August 1886 und die Aufstellung von 14 Kreuzwegstationen im Jahr 1899 auf dem Weg zur Kirche. Die Wallfahrtsseelsorge wurde am 14. September 1921 von den Salvatorianerpatres übernommen. Im selben Jahr erfolgte eine Kirchenrenovierung und die Weihe eines Turmglöckchens. 1970 wurde eine aus Regensburg erworbene Turmglocke eingebaut.

### Umfassende Renovierungen
Renovierungsphasen kennzeichnen die jüngere Geschichte der Kirche: von 1992 bis 1995 wurde das Äußere der Kirche saniert, gefolgt von der Restaurierung des Kircheninneren im Jahr 1996 durch Erich Buff aus Sigmaringen. Eine Generalsanierung des Kirchturms (2015–2016), des Dachstuhls sowie der Innen- und Außenseiten der Kirche erfolgte von 2016 bis 2017.

## Innenraum
Der Innenraum der Kirche zum Heiligen Kreuz hat eine barocken Ausstattung mit späteren Ergänzungen.

### Altäre
Die Altäre stammen hauptsächlich von Bildhauer Johann Ruez d. Ä. (* 1678, † 1762), der seit 1712 in Wurzach ansässig war:
- Hochaltar: Dieser Altar, der am 18. Oktober 1777 geweiht wurde, zeigt eine Kreuzigungsgruppe mit Figuren von Nikodemus, Maria (Mutter Jesu), Maria Magdalena, Johannes und Josef von Arimathäa. Dahinter befinden sich drei Kreuze mit Jesus und den Schächern Dysmas und Gestas. Eine Besonderheit bildet die Reliquie im Stipes des Altars und ein von einer Schlange umwundener, nahezu kugelförmiger Tabernakel.
- Marienaltar (linker Seitenaltar): Dieses Werk von Johann Ruez d. Ä. zeigt den Tod Mariens im Altarblatt und ihre Krönung im Auszugsbild. Flankiert wird es von weiß gefassten Figuren des hl. Franz von Assisi und der hl. Theresa von Avila. Die Altarblätter sind mit „M. P.“ signiert.
- Josefsaltar (rechter Seitenaltar, Südseite): Ebenfalls von Johann Ruez, stellt das Altarblatt den Tod Josefs dar, begleitet von Jesus und Maria sowie den Assistenzfiguren des hl. Bernhard von Clairvaux und der hl. Katharina von Siena. Ein Bild über dem Altarblatt zeigt die Verspottung Jesu. In der Predella beider Seitenaltäre befinden sich die Gebeine der Katakombenheiligen Eutropia bzw. Reparatus, aus dem Reliquienschatz der Paulanerbrüder.
- Volksaltar: Der moderne Volksaltar aus weißem Marmor, geschaffen von Rudolf Kurz, wurde am 10. September 2017 geweiht. Eine vergoldete Vertiefung auf der rechten Seite symbolisiert die Seitenwunde Jesu und ist unter der Seitenwunde des Kreuzes Jesu auf dem Hochaltar positioniert. Ein goldener Strahl führt von dort zu einem Reliquiengrab im Kirchenboden.

### Orgeln
Eine erste Orgel wurde 1716 von Johann Georg Hofer gebaut. Die heutige Orgel wurde 1982 unter Superior Fidelis Bühler von Johannes Karl errichtet.

### Seitenkapellen
- Rechte Seitenkapelle (Lourdes-Grotte): Die Lourdes-Grotte in dieser Kapelle wurde am 15. August 1886 benediziert. Sie beherbergt eine Lourdes-Madonna und eine Figur der Bernadette Soubirous, ergänzt durch Votivtäfelchen und ein Mariengebet.
- Linke Seitenkapelle (Heilig-Blut-Kapelle): Die Heilig-Blut-Reliquie ist seit 1764 auf dem Gottesberg. Ursprünglich Papst Innozenz XII. im Jahr 1693 geschenkt, kam sie über Frater Theophilus Maria Miller de Malkowitz nach Wurzach. Die Reliquie, ein blutgetränktes Leinwandstückchen in einer vergoldeten Kapsel, ist in ein Standkreuz integriert, das von einem mitraähnlichen Silberreliquiar mit sieben Email-Medaillons der Sieben Schmerzen Mariens umrahmt wird. Im Oratorium über dieser Kapelle sind zudem 1200 namentlich benannte Reliquien untergebracht.[1]

### Skulpturen
Zu den weiteren Skulpturen zählen eine hochbarocke Mutter-Anna-Statue mit Maria, vermutlich von Johann Baptist Hops (um 1712), die seit 1972 in der Kirche ist, ein spätbarocker Johannesteller (um 1740) von Johann Ruez oder einem seiner Gehilfen sowie eine barocke Immaculatafigur aus dem 18. Jahrhundert im Oratorium über der Lourdesgrotte.

### Gemälde
Der Kirchenraum wird durch Kreuzwegbilder (um 1765) und Bilder auf den hölzernen Antependien (1738) mit Darstellungen der Herzen Mariens und Josefs geschmückt.

## Regelmäßige Veranstaltungen
Das erste Heilig-Blut-Fest wurde am 13. Juli 1928 gefeiert und findet seither jährlich am zweiten Freitag im Juli statt.